# Boven-Westerdiep (1872)
Het Boven-Westerdiep is een voormalig waterschap in de Nederlandse provincie Groningen. Aan de oostkant van Boven-Westerdiep ligt Wildervank.
In de statenvergadering van 13 november 1872 werd besloten het op te richten waterschap niet de naam het Westerdiep te geven, omdat er al een waterschap met die naam bestond. Voorgesteld werd het de naam te wijzigen in Boven-Westerdiep, waarbij over het hoofd werd gezien dat er óók al een schap met die naam was.
Het schap lag binnen het gebied van het waterschap Wildervankster Participantenverlaat. Het lag dus voor de hand dat het in 1886 hierin op zou gaan. Waterstaatkundig gezien ligt het gebied sinds 2000 binnen dat van het waterschap Hunze en Aa's.

## Naam
Het waterschap moet niet worden verward met het gelijknamige schap (1867 - 1882) binnen het Westerdiep.